# Klockgrodor
Klockgrodor (Bombina) är ett släkte av groddjur som beskrevs av Lorenz Oken 1816. Enligt Catalogue of Life och Dyntaxa ingår Bombina i familjen Bombinatoridae.
Arter enligt Catalogue of Life och Dyntaxa:
- klockgroda (Bombina bombina)
- Bombina lichuanensis
- Bombina maxima
- orientalisk klockgroda (Bombina orientalis)
- italiensk klockgroda (Bombina pachypus)
- gulbukig klockgroda (Bombina variegata)

## Bilder

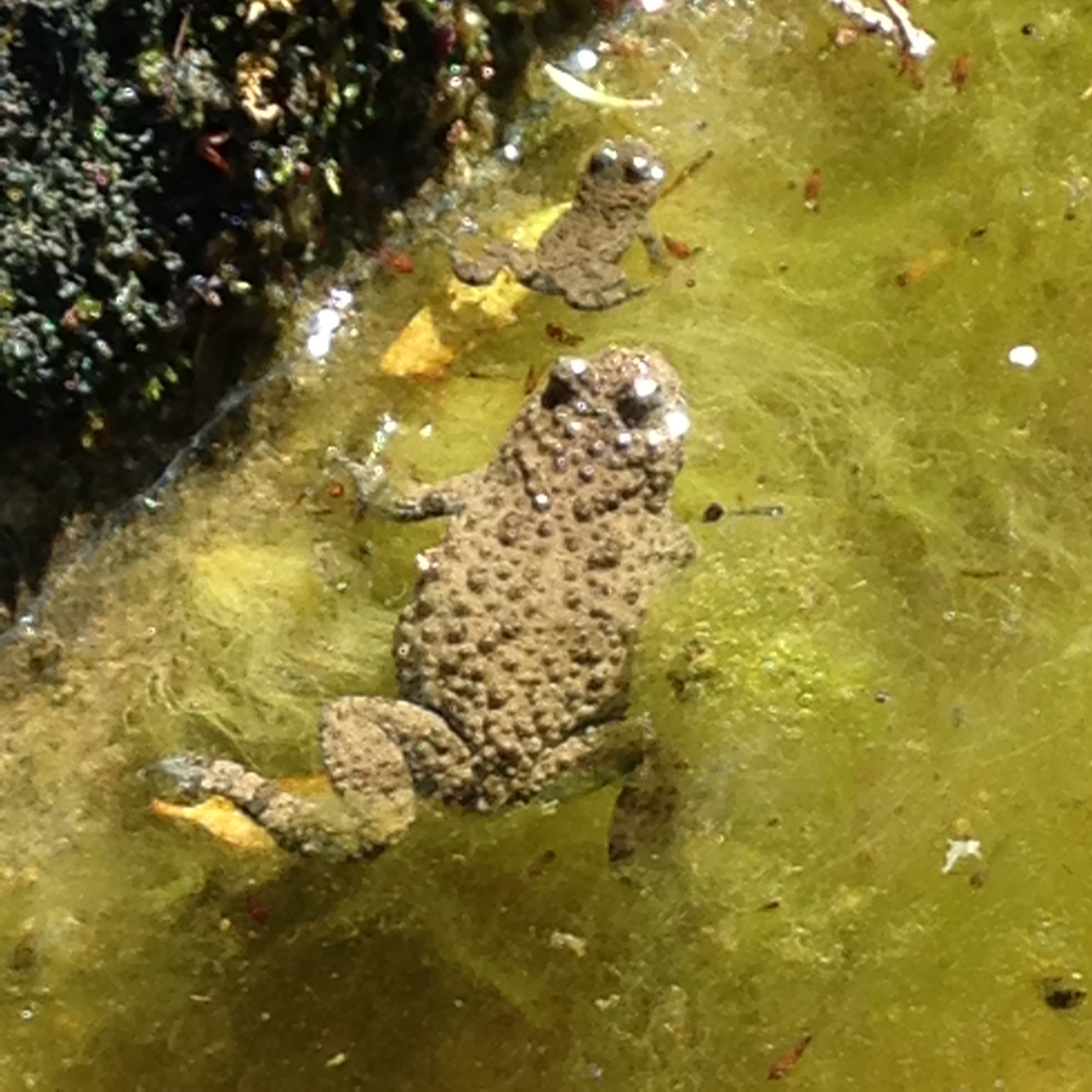
Italiensk klockgroda.
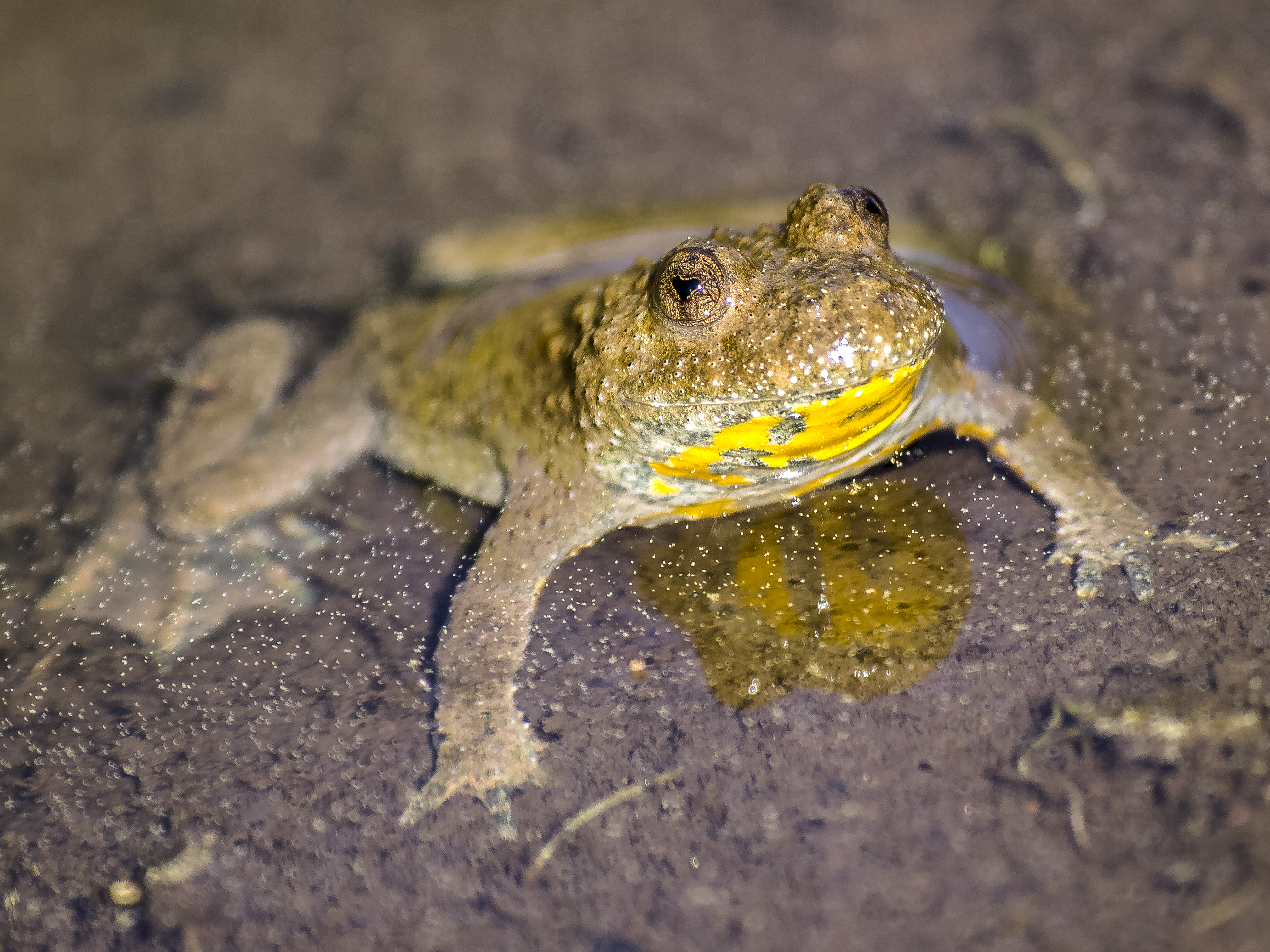
Gulbukig klockgroda.